# Idioma siwi
Siwi es una lengua afroasiática bereber oriental de Egipto, hablada por cerca de 15.000 personas y alrededor de los oasis de Siwa i Qara, cerca de la frontera con Libia.
La mayoría de los hablantes de Siwi también saben árabe y la lengua contiene un gran número de palabras tomadas del árabe egipcio. Aunque el árabe es la lengua oficial de Egipto, la primera lengua hablada por los niños de Siwa es el siwi.